# Rohrbach in Oberösterreich
Rohrbach in Oberösterreich è una frazione di 2 552 abitanti del comune austriaco di Rohrbach-Berg, nel distretto di Rohrbach (Alta Austria). Già comune autonomo, il 1º maggio 2015 è stato fuso con il comune di Berg bei Rohrbach per costituire la nuova città (Stadtgemeinde), nel quale Rohrbach in Oberösterreich è capoluogo. Fino a quella data era stato, con una superficie di 6,42 chilometri quadrati, il più piccolo comune del distretto, del quale nel 1986 era stato dichiarato l'unica città.

## Geografia fisica

### Territorio
Rohrbach in Oberösterreich è situata 45 chilometri a nord-ovest di Linz, 10 chilometri a sud della frontiera ceca e 21 chilometri a est della frontiera tedesca. Il punto più alto è 685 metri s.l.m. e il punto più basso è 542 metri s.l.m. Rohrbach fa parte del Massiccio Boemo; il terreno è composto principalmente da gneiss e granito.

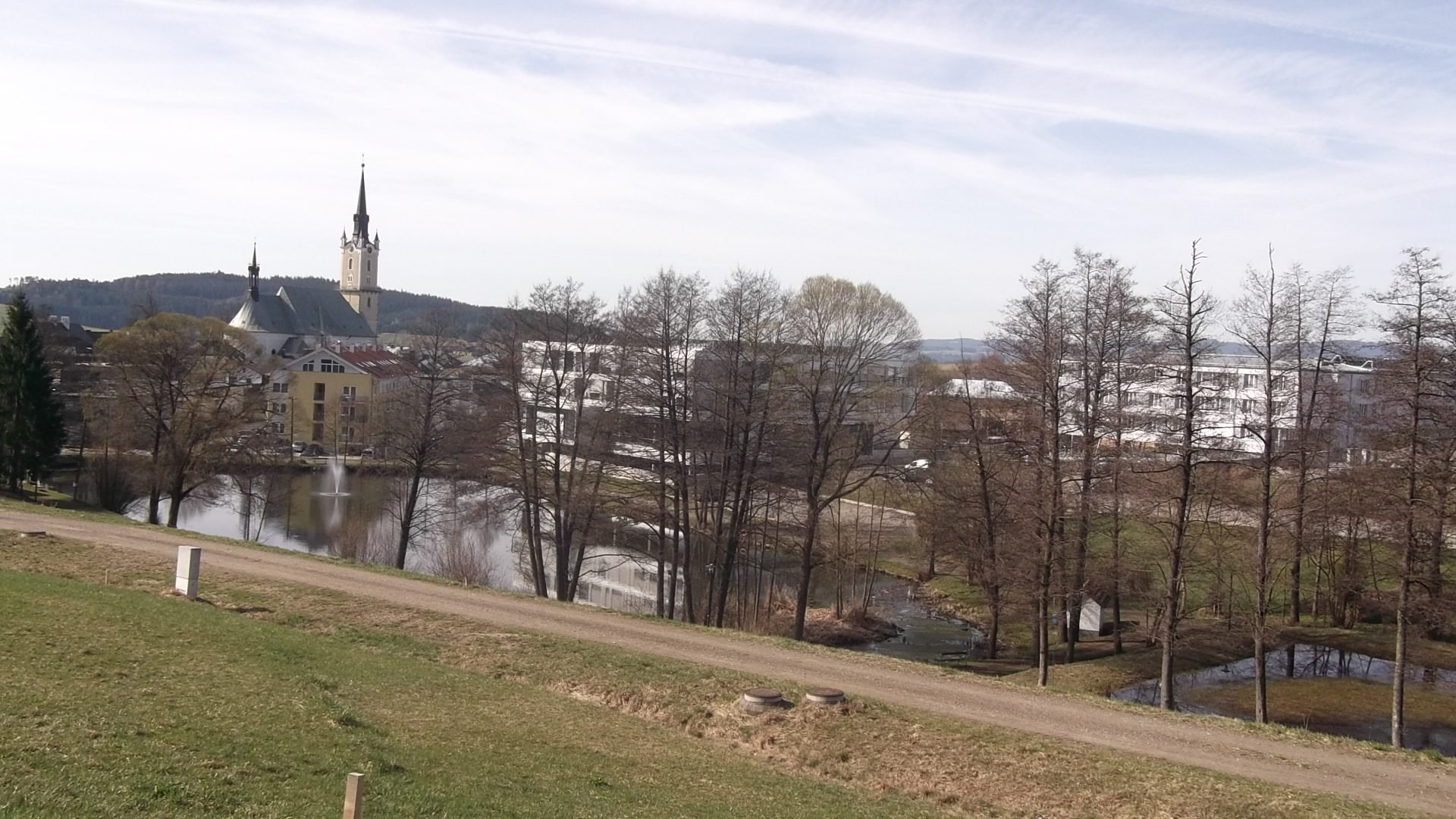
Il Pöschlteich

Lo stagno Pöschlteich è il più grande specchio d'acqua di Rohrbach ed è una delle più antiche peschiere della regione, nella quale scorrono anche numerosi ruscelli come il Lanzerstorferbach e il Froschbach.

### Clima
La temperatura a Rohrbach varia tra -27,7 °C e +36,3 °C. Le precipitazioni annue ammontano a 760 mm. In media il livello della neve ammonta a 48 cm, e al massimo a 70 cm.

## Monumenti e luoghi d'interesse

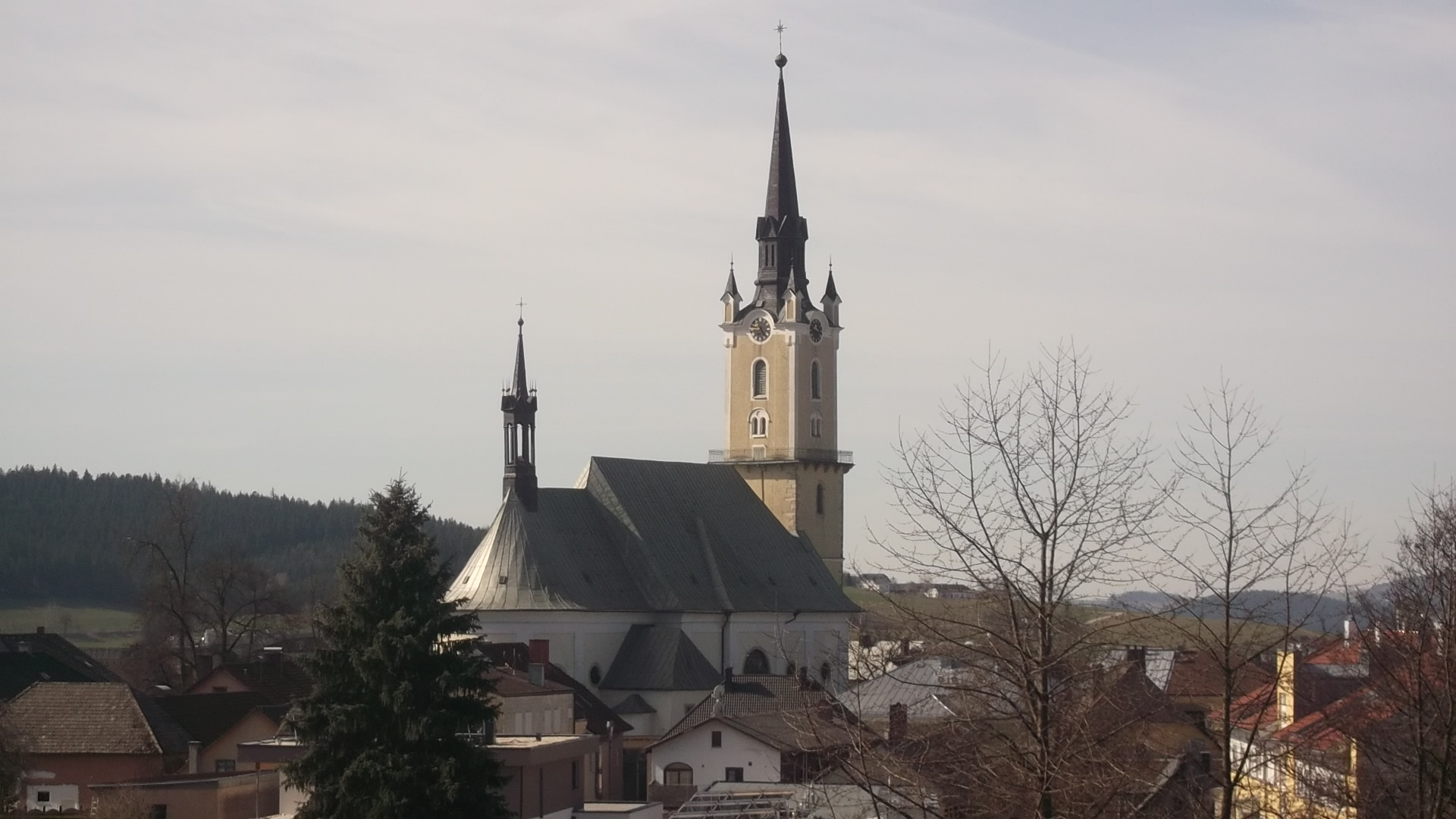
Chiesa parrocchiale

- La chiesa parrocchiale della città (Stadtpfarrkirche) è situata nel centro di Rohrbach ed è stata fondata alla fine del XIII secolo; in seguito ricostruita, è considerata uno dei monumenti più importanti del barocco a nord del Danubio. Si trova lungo il cammino di pellegrinaggio tra Český Krumlov e l'abbazia di Schlägl.
- Nella piazza centrale sorge la Colonna della Trinità (Dreifaltigkeitssäule), tardobarocca, eretta nel 1743.
- Villa Poeschl (Poeschl-Villa) è una palazzina del 1922-1923, in un grande parco; dal 2002 usata come centro per seminari e eventi culturali. L'edificio ospita il museo di Villa Sinnenreich.

## Società

### Evoluzione demografica
Nel 1746 a Rohrbach c'erano 444 abitanti, nel 1869 ci abitavano 1 242 persone. Dal 1951 la popolazione è cresciuta continuamente. Il risultato del censimento nel 2001 ha indicato che ci abitavano 2 353 abitanti. Il 31 dicembre 2008 Rohrbach ha contato il più alto numero di abitanti della sua storia con 2 505 persone, anche se la città è la più piccola delle altre città di questa regione (il Mühlviertel).
Al censimento del 2001 la percentuale delle persone che avevano più di 60 anni ammontava al 17,6%, mentre il 19,4% aveva meno di 15 anni. Il 52,9% della popolazione era costituito da donne.

### Religione
Nel 2001 2 141 persone (91,1%) facevano parte della Chiesa cattolica, 78 (3,3%) erano islamici, 30 (1,3%) erano evangelici, 7 (0,3%) erano ortodossi e 71 (3,0%) erano senza confessione.

## Cultura

### Istruzione
Rohrbach ospita diverse scuole superiori; tra queste un istituto tecnico commerciale, una scuola professionale superiore (con specializzazioni nel turismo o nell'informatica), un liceo classico e una scuola di musica.

### Eventi
Tra aprile e novembre ogni settimana ha luogo una fiera contadina (Bauernmarkt) e ogni due anni si svolge la fiera Rohrbacher Messe.

## Infrastrutture e trasporti
Il collegamento autostradale più vicino è Linz, a circa tre quarti d'ora di distanza; la città è servita da autobus e dalla ferrovia locale Mühlkreisbahn.

## Sport

### Impianti sportivi
Rohrbach è attrezzata con una piscina all'aperto con campi da tennis e da beach volley; c'è un piccolo stadio di calcio.